# گربه‌ماهی کور دهان‌گشاد
گربه‌ماهی کور دهان‌گشاد (نام علمی: Satan eurystomus) نام یک گونه از تیره پیشی‌ماهیان است.